# Desana
Desana es una localidad y comune italiana de la provincia de Vercelli, región de Piamonte, con 1.109 habitantes.

## Evolución demográfica
| Gráfica de evolución demográfica de Desana entre 1861 y 2001 |
|                                                              |
| Fuente ISTAT - elaboración gráfica de Wikipedia              |